# Tischtennis-Afrikameisterschaft 1968
Die Tischtennis-Afrikameisterschaft 1968 fand vom 11. bis zum 17. August 1968 in der nigerianischen Stadt Lagos statt und wurde von der African Table Tennis Federation ausgerichtet.

## Medaillengewinner
| Disziplin    | Gold                           | Silber                                   | Bronze                           |
| ------------ | ------------------------------ | ---------------------------------------- | -------------------------------- |
| Herreneinzel | Emmanuel Aryee Quaye           | Lassey Wilson                            | unbekannt                        |
| Dameneinzel  | Ethel Jacks                    | Ines El-Darwish                          | unbekannt                        |
| Herrendoppel | Waidi Dawodu Muyiwa Oni        | Samuel Koakdo Allotey Saruze John Hanson | unbekannt                        |
| Damendoppel  | Ernestina Akuetteh Ethel Jacks | Modupe Beyioku Bilikisu Bola Popoola     | unbekannt                        |
| Mixed        | Hosni Sonbol Ines El-Darwish   | Samuel Hammond Ethel Jacks               | unbekannt                        |
| Herrenteam   | Nigeria                        | Ägypten                                  | Ghana                            |
| Herrenteam   | Nigeria                        | Ägypten                                  | Weitere Platzierte: Dahomey (4.) |
| Damenteam    | Ägypten                        | Ghana                                    | Nigeria                          |

## Medaillenspiegel
| Platz | Land    | Gold | Silber | Bronze | Gesamt |
| ----- | ------- | ---- | ------ | ------ | ------ |
| 1.    | Ghana   | 3    | 3      | 1      | 7      |
| 2.    | Nigeria | 2    | 2      | 1      | 5      |
| 3.    | Ägypten | 2    | 2      | 0      | 4      |